# 聖地亞哥-杜卡森
聖地亞哥-杜卡森（葡萄牙語：Santiago do Cacém）是葡萄牙的一座城市。面積有1060.0平方公里。總人口有30,305人。在行政區劃上屬塞圖巴爾區。聖地亞哥-杜卡森管轄有11個堂區。現任市長是联合民主联盟的維托爾·曼努爾·卡洛普羅恩薩。

## 外部連結
- Town Hall official website
- Photos from Santiago do Cacém （页面存档备份，存于）